# Oliver Stokowski
Oliver Stokowski (ur. 8 sierpnia 1962 w Kassel) – niemiecki aktor filmowy i teatralny.

## Życiorys
Urodził się w Kassel. W 1989 r. ukończył Hochschule für Musik und Darstellende Kunst w Grazu. Jego kariera rozpoczęła się w 1989 roku w State Theatre Hannover. Od 1998 roku grał w Teatrze Residenz w Monachium m.in. w roli Hamleta w reżyserii Macieja Hartmann. Następnie przeniósł się do Schauspielhaus Bochum, gdzie grał m.in. tytułową rolę w Peer Gynt reżyserii Jürgen Gosch.

## Filmografia
- 1996: Prawdziwi faceci (Echte Kerle) jako Mike
- 2001: Eksperyment jako Schutte, więzień nr 82
- 2000: U-571 jako niemiecki E-Szef
- 2004: Kraina śniegu  jako Salomon
- 2008: Max Manus jako Höhler
- 2013: Złodziejka książek jako Alex Steiner
- 2013: Bella und der Feigenbaum jako dr Jonas Berger

## Nagrody
- 1999: Kurt-Meisel-Preis
- 2001: Deutscher Fernsehpreis
- 2013: Deutscher Fernsehpreis
- 2014: Grimme-Preis